# Незаконченный портрет
«Незаконченный портрет» (англ. Unfinished Portrait) — полуавтобиографический роман Агаты Кристи, написанный в 1934 году и опубликованный под псевдонимом Мэри Уэстмакотт (англ. Mary Westmacott) в том же году издательством William Collins & Sons.

## Сюжет
Главная героиня романа, молодая женщина по имени Селия, тяжело переживает развод. Она уединяется на экзотическом острове и подумывает о совершении самоубийства. От рокового шага её спасает молодой художник-портретист Ларраби. В своем номере на протяжении всей оставшейся ночи, Селия рассказывает ему историю своей жизни. Она начинает с детства, когда была застенчивой и необщительной девочкой, обучалась музыке и пению и стала неплохой пианисткой. Повзрослев, она знакомится со многими мужчинами, которые влюбляются в неё, но своей любви она найти не может. Потом замужество, которое кажется поначалу удачным, но в итоге оканчивается разводом. Рассказывая о себе и своих страхах, Селия понимает, что, возможно, Ларраби и есть тот единственный, которого она так давно ждёт.

## Литературная критика
Литературное приложение газеты The Times (The Times Literary Supplement) в обзоре за 12 апреля 1934 года дало такую оценку роману: «Художник, пересказывающий историю Селии, заканчивает многие предложения в каждом абзаце многоточием, эта манера немного раздражает; но мы должны простить его, поскольку в последней главе он излечивает душу Селии в один непредсказуемый момент». 

Журнал The New York Times Book Review 9 декабря 1934 года так отозвался о пересказе Селией истории своей жизни художнику: «Этот литературный приём поначалу кажется неестественным и ненужным, но в конце его использование оправдано».

## Автобиографичность
«Незаконченный портрет» — второй из шести не детективных романов Агаты Кристи. Сюжетная линия — побег от семьи, затворнический образ жизни под чужим именем, — всё это напоминает события декабря 1926 года в жизни самой Агаты Кристи. Эта страница её биографии изучена британским психологом Эндрю Норманом и описана им в книге «The Finished Portrait» (рус. Законченный портрет), чье название также не случайно.